# Christian de Chergé
Dom Christian de Chergé, OCSO (18. ledna 1937, Colmar – asi 21. května 1996) byl francouzský římskokatolický kněz, člen řádu trapistů. Během alžírské občanské války byl spolu se svými šesti spolubratry za dodnes nevyjasněných okolností zavražděn. Katolická církev jej uctívá jako blahoslaveného mučedníka.

## Život

### Mládí
Narodil se jako Charles Marie de Chargé v Colmaru ve Francii v roce 1937. Jeho otec byl vojákem sloužícím v Alžírsku, kde Charles strávil část dětství. Od dětství cítil povolání ke kněžství. Věnoval se rovněž skautingu. Od roku 1958 studoval bohosloví. V roce 1964 přijal kněžské svěcení a několik let působil jako kaplan basiliky na Montmartru v Paříži. V roce 1969 vstoupil do noviciátu v trapistickém opatství Aiguebelle a přijal řeholní jméno Christian. Po třech letech přešel do trapistického kláštera v Tibhirine v Alžírsku.

### Působení v Alžírsku
Christian šel do Alžírska s úmyslem žít v míru mezi muslimy, aniž by je chtěl mermomocně převádět na katolickou víru. V komunitě pro tyto své úmysly však příliš pochopení nenašel. Na pokyn představeného odešel do Říma studovat Papežský institut pro arabská a islámská studia. Do Tibhirine se vrátil v roce 1974. Mezi spolubratřími vzbuzoval určitý rozruch svými zvyky - postil se během ramadánu, před vstupem do kaple či kostela si zouval boty a podobně.
V roce 1976 složil Christian v Tibhirine věčné sliby. Nadále se snažil inovovat klášterní zvyklosti, čímž často u spolubratří vzbuzoval odmítavé reakce. Přesto jej komunita v roce 1984 zvolila převorem. Tibhirinský klášter získal určitá specifika, netypická pro trapistický řád (mniši udržovali čilé kontakty s lidmi vně kláštera, jeden z mnichů fungoval pro vesničany jako lékař a podobně). Christian se musel potýkat i se svou svévolí – stávalo se, že někdy udělal rozhodnutí týkající se celé komunity aniž by se zajímal o názor ostatních mnichů. Řada bratří proto v klášteře nevydržela. Situaci vyřešil příchod několika trapistů z Francie, kteří poměry v komunitě stabilizovali.

### Smrt
Trapistická komunita v Tibhirine dokázala dlouhou dobu žít s okolními obyvateli – většinou muslimy – v míru a pokoji. Od začátku 90. let 20. století se v Alžírsku komplikovala celková situace. Začala občanská válka a docházelo k násilnostem a vraždám. Na Štědrý den roku 1993 byl tibhirinský klášter přepaden ozbrojenci. Převor Christian ale dokázal přesvědčit jejich velitele (mimo jiné tím, že mu doslovně citoval pasáže z Koránu), aby mnichy nechali být. Jeden člen komunity v důsledku tohoto přepadení utrpěl srdeční záchvat. Po této události byla mnichům nabídnuta vojenská ochrana klášterního areálu, což ale odmítli. Měli za to, že by přítomnost vojáků narušila pokojné vztahy komunity s venkovským obyvatelstvem z okolí. Rovněž tak odmítli možnost opuštění kláštera a návratu do Francie (opět s ohledem na vesničany, kteří přítomnost komunity vnímali jako jakousi známku jistoty a bezpečí).
Pod dojmem vánočního přepadení kláštera napsal Dom Christian svou závěť. V jejím závěru připouští možnost, že bude zabit a odpouští svému vrahovi.
V roce 1996, v noci z 26. na 27. března vtrhli do kláštera ozbrojenci a mnichy odvlekli neznámo kam. Po šedesáti dnech byly nalezeny pouze odřezané hlavy převora Christiana a šesti jeho spolubratrů. Dodnes není zcela vyjasněno, kdo za smrt trapistů nese odpovědnost. Původní verze, že mnichy zavraždili islamističtí radikálové byla v roce 2009 zpochybněna. Hlavy mnichů jsou dnes pohřbeny v tibhirinském klášteře. Co se stalo s ostatními částmi jejich těl není dodnes známo.

## Ohlasy
V roce 2010 natočil francouzský režisér Xavier Beauvois film O bozích a lidech, popisující život tibhirinských mnichů. Vzhledem k nevyjasněnosti jejich úmrtí má i film otevřený konec. Přes původní záměr natáčet přímo v Tibhirine byl film nakonec natočen v bývalém klášteře benediktinů v Tioumliline v Maroku. Bylo rovněž napsáno několik knih, které se zabývaly i osobnostmi ostatních zavražděných mnichů tibhirinské komunity.

## Proces blahořečení
Dne 31. března 2007 se započal jeho proces blahořečení, ve skupině s 18 dalšími mučedníky. Dne 26. ledna 2018 podepsal papež František dekret o jeho mučednictví.
Blahořečen byl spolu s ostatními mučedníky dne 8. prosince 2018 v Oranu. Obřadu předsedal jménem papeže Františka kardinál Giovanni Angelo Becciu.

## Galerie

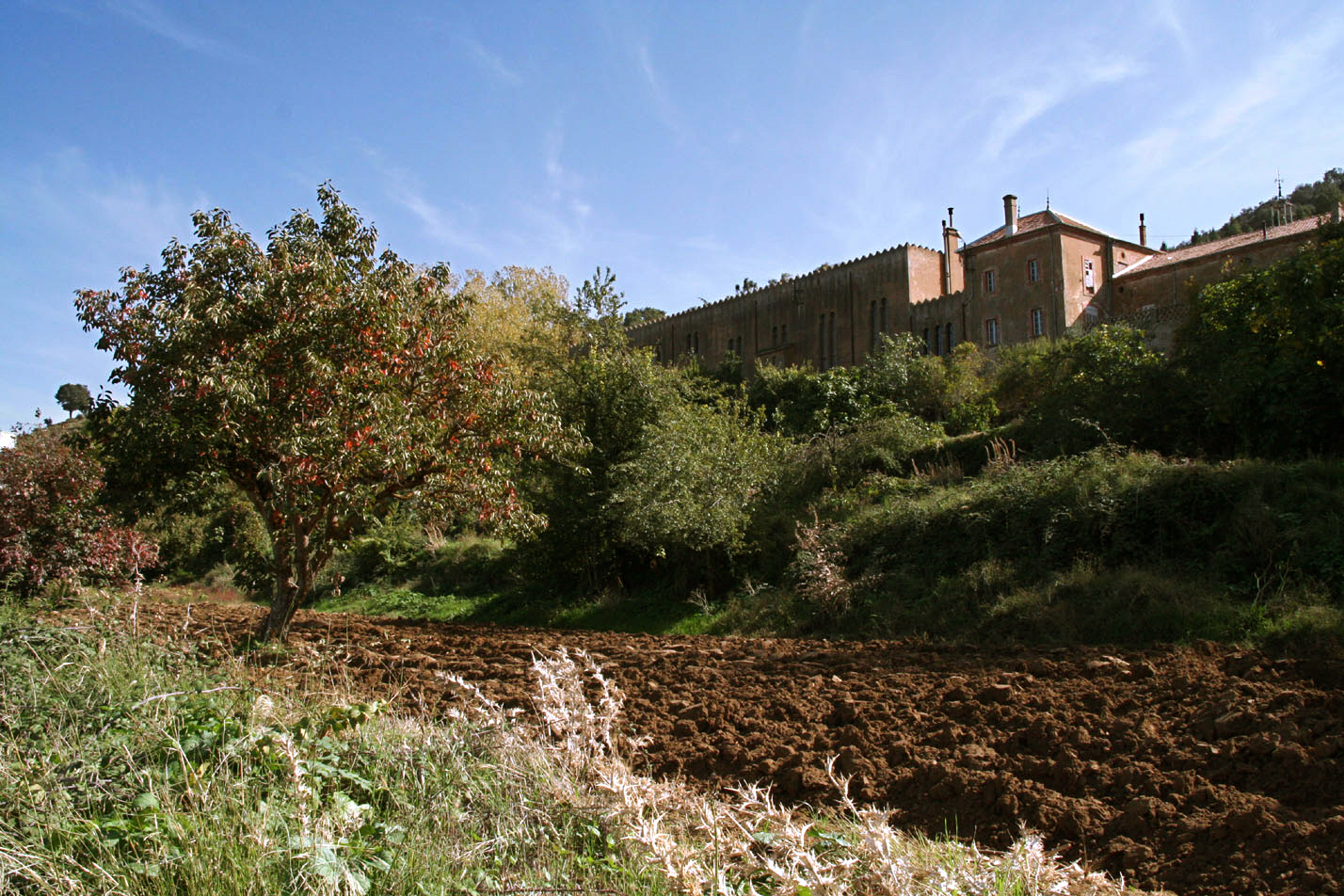
Tibhirinský klášter
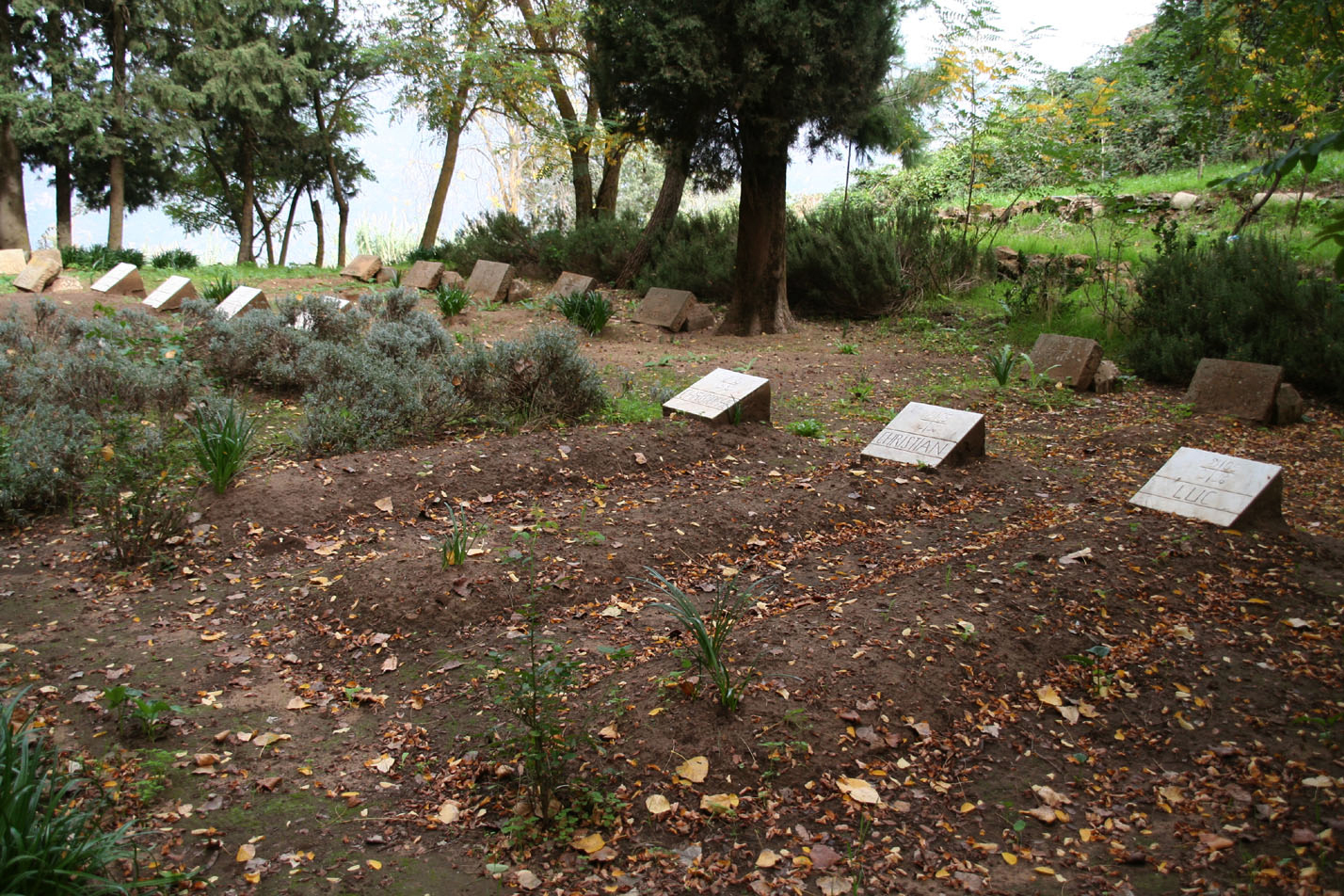
Tibhirinský klášterní hřbitov
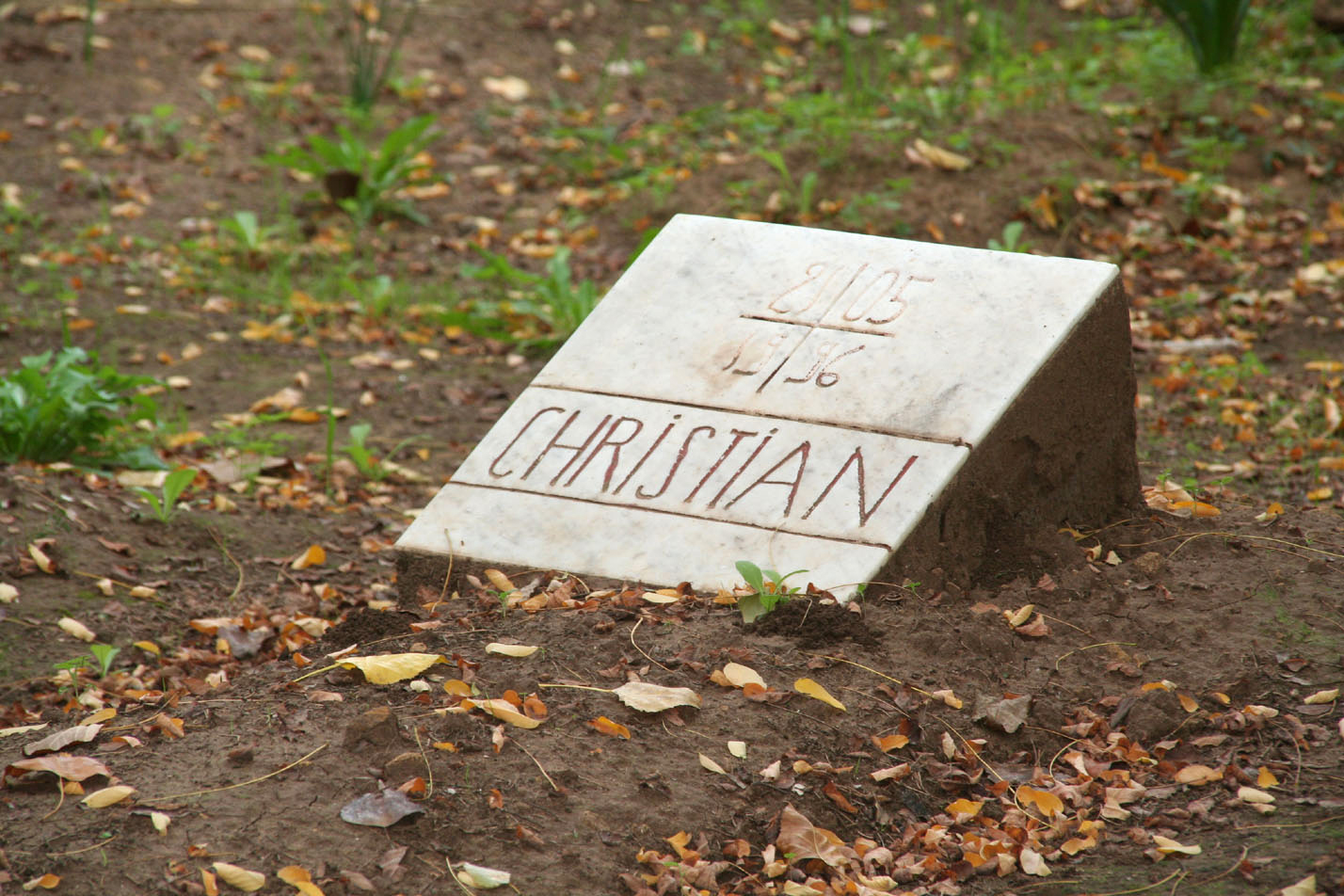
Tumba s hlavou Christiana de Chergé